# 엄순봉
엄순봉(嚴舜奉, 1906년 ~ 1938년 4월 9일)은 일제강점기 남화한인청년연맹, 한족총연합회, 재만주조선인무정부주의자연맹에서 활동한 독립운동가이다. 이명은 엄형순(嚴亨淳)이다. 1963년 건국훈장 독립장이 추서되었다.

## 생애

### 생애 초반 (1906~1932)
1906년 경상북도 영양 대천하(大川河) 옥산리(玉山里)에서 태어났다.
집안이 빈궁하여 교육도 제대로 받지 못하고 있던 중 생계유지를 위해 1923년 만주로 건너갔다. 농업노동에 종사하다가 완바오산 사건(萬寶山事件)이 발발하자 안주할 땅을 찾아 중국땅을 돌아다녔다.
그러던 중 상해 부근 남상(南翔)의 입달학원(立達學院) 교사 유자명을 만나게 되면서 남상에서 5리쯤 떨어진 남당(南塘)에서 농업에 종사하게 되었다. 그런데 이때부터 무정부주의 색채가 짙어지게 되었다.

### 남화한인청년연맹 활동 (1932~1935)
1932년 12월 상하이 프랑스 조계 내의 복이리로정원방(福履理路亭元芳)에서 백정기·원심창(元心昌) 등을 만나 남화한인청년연맹에 가입하여 활동하였다.
1933년 북만석하에서 한족총연합회를 조직하고 청년부장에 피선되었다.
1933년 5월 오면직·주열(朱烈)·안경근과 함께 일제 영사관 밀정 이종홍(李鐘洪)을 처단하였다.
엄순봉은 옥관빈, 옥성빈(玉成彬), 이용로의 사살 처단을 주도하였다. 1933년 8월 1일 정화암과 함께 105인 사건에 연루되었던, 자칭 애국자이자 친일거부인 옥관빈이 당시 상해에 와서 일본 관헌과 내통하고 있음을 알고, 그의 사촌형인 옥성빈(玉成彬)의 집을 찾아 가는 것을 권총으로 처단하였다. 1933년 12월 상하이 프랑스 조계 공부국 형사의 지위를 악용해 온 옥성빈을 처단하였다. 1935년 3월에는 조선인거류민회 부회장인 주구 이용로를 사살 처단했다.
1934년 3월 초 당시 아리요시 아키라(有吉明) 공사가 무정부주의자들을 탄압하고, 또한 장개석을 4,000만원으로 매수하여 만주를 포기하게 하고 열하에서 저항하지 못하도록 하려고 하자, 그를 살해할 계획을 세웠다. 그런데 아리요시 아키라가 일본으로 이 문제를 협의하러 출발하기 전에, 3월 17일 당시 일본인이 경영하던 고급음식점에서 송별회를 연다는 정보를 입수하였다. 그래서 백정기·이강훈·원심창 등 3명으로 하여금 부근의 중국집에서 기다리고 있다가 살해하도록 하였으나 실패하였다.
1935년 3월 25일 이규호(李圭虎)와 함께 정화암·이달(李達)·전이방(田理芳) 등과 협의하여 상해조선인거류민회 부회장인 이용로(일명 李榮魯)가 일본총영사와 내통함을 알고 집으로 찾아가 처단하였다.

### 생애 후반 (1935~1938)
엄순봉은 거사 직후인 1935년 3월 25일 붙잡혔다.
1936년 4월 24일 오전 11시 정각에 열린 조선의 경성법원에서는 엄순봉에게 이용로를 살해한 혐의로 사형을 선고하였다.
엄순봉은 공소하였지만 공소재판에서도 1심이 유지되었다.
1938년 4월 9일 엄순봉에 대한 사형이 집행되었다.

## 상훈 및 추모
1963년 건국훈장 독립장이 추서되었다.
1977년 경상북도 영양군 영양읍에 엄순봉 의사 기적비가 세워졌다.